# Kreis Worbis
| Basisdaten                        | Basisdaten                                         |
| --------------------------------- | -------------------------------------------------- |
| Bezirk der DDR                    | Erfurt                                             |
| Kreisstadt                        | Worbis                                             |
| Fläche                            | 558 km² (1989)                                     |
| Einwohner                         | 75.521 (1989)                                      |
| Bevölkerungsdichte                | 135 Einwohner/km² (1989)                           |
| Kfz-Kennzeichen                   | F und L (1953–1990) LZ (1974–1990) WBS (1991–1995) |
|                                   |                                                    |
| Der Kreis Worbis im Bezirk Erfurt |                                                    |

Der Kreis Worbis war ein Landkreis im Bezirk Erfurt der DDR. Von 1990 bis 1994 bestand er als Landkreis Worbis in Thüringen fort. Sein Gebiet liegt heute im Landkreis Eichsfeld in Thüringen. Der Sitz der Kreisverwaltung befand sich in Worbis.

## Geographie

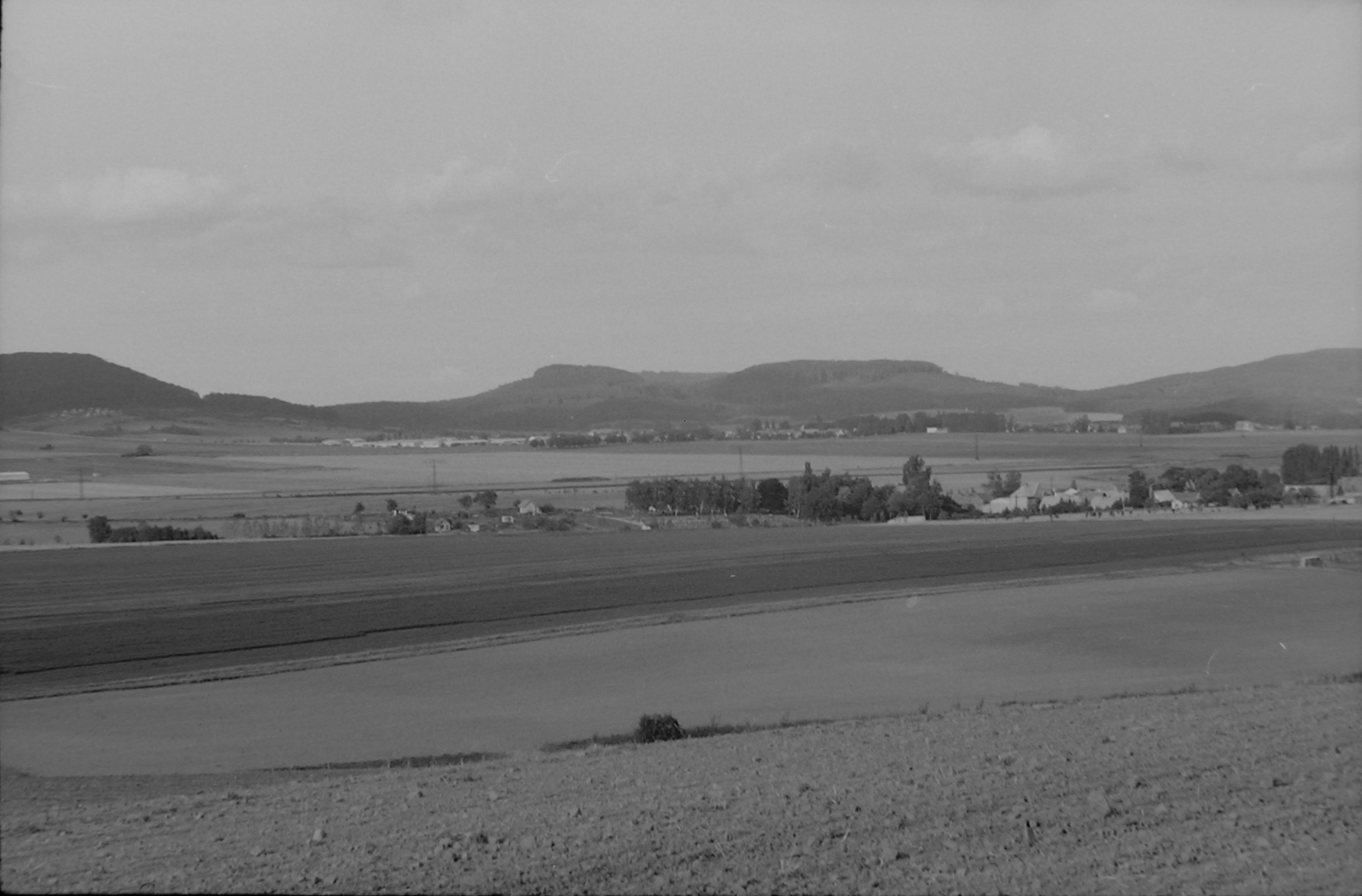
Der Eichsfelder Kessel bei Gernrode

### Lage
Der Kreis Worbis lag im Eichsfeld im Norden von Thüringen an der innerdeutschen Grenze. Ein bedeutender Anteil des Kreisgebietes im Norden war durch die Einschränkungen des Sperrgebietes an der innerdeutschen Grenze beeinträchtigt.

### Nachbarkreise
Der Kreis Worbis grenzte im Uhrzeigersinn im Norden beginnend an die (Land-)Kreise Göttingen, Duderstadt (bis 1972), Osterode am Harz, Nordhausen, Sondershausen, Mühlhausen und Heiligenstadt.

### Landschaft
Die Landschaft des Kreises wird von den Muschelkalkplatten des Ohmgebirges (Birkenberg 533,4 m), der Eichsfelder Höhe (am Keffer 520,4 m und am Rode 498,2 m) und des Düns (bis 522,3 m und am Hockelrain 515,4 m) geprägt. Nach Norden und in der Mitte schließen sich die Hügellandschaften des mittleren und unteren Eichsfeldes an (am Zehnsberg bis 434,5 m und am Kuhtalsberg 342,0 m).
Einige Flüsse haben im Kreis Worbis ihren Ursprung, wie die Unstrut, Leine, Wipper, Helme, Hahle und Lutter, die mit ihren Tälern und kleineren Zuflüssen das Landschaftsbild formen (Hahletal, Bodesenke, Eichsfelder Kessel, Leinetal und Unstruttal). Die Elbe-Weser-Wasserscheide verläuft von Nordost nach Südwest über das gesamte Kreisgebiet.

## Geschichte

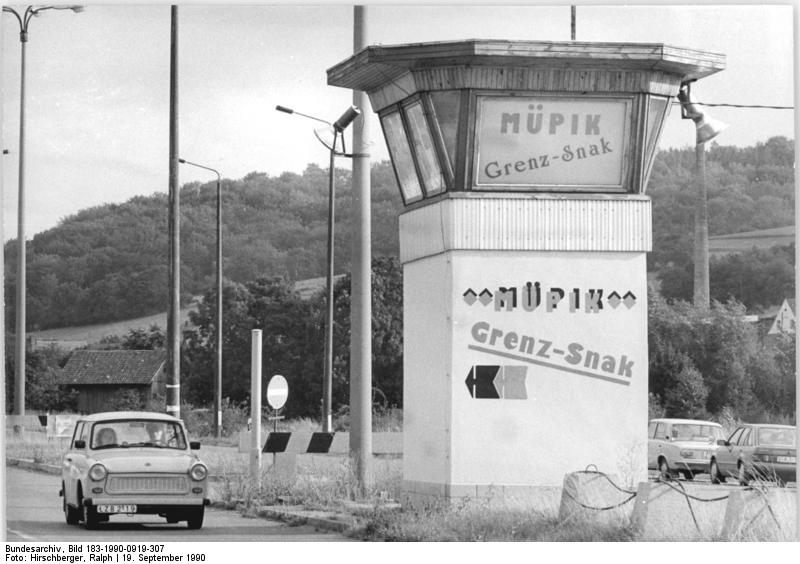
Der ehemalige Kontrollpassierpunkt Ferna am Zugang zum Sperrgebiet

Durch die Kreiseinteilung des Landes Thüringen 1945 wurden die bisherigen Landkreise Landkreis Heiligenstadt und Worbis zum Landkreis Eichsfeld zusammengelegt. 1946 wurde der Name des Landkreises in Landkreis Worbis (mit Sitz in Heiligenstadt) geändert.
Als katholische Enklave im protestantischen Thüringen wurde der Kreis Worbis  nach dem Zweiten Weltkrieg zu einer Hochburg der CDU Thüringen. Bereits im Wahlkampf zu den Kommunalwahlen in der SBZ 1946 zeichnete sich eine schwere Niederlage der SED ab, da die Wahlveranstaltungen der CDU überfüllt und die der SED kaum besucht waren. Auch die Versuche der SMAD der Einschüchterung der Bevölkerung (so wurde unmittelbar vor der Wahl der Landrat Aloys Schaefer verhaftet), bewirkten keine Änderung. Bei den Kommunalwahlen erhielt die CDU 34 Sitze im Kreistag, die SED mit 14 und die VdgB mit 2 waren weit abgeschlagen. Mit den Stimmen der CDU wurde der CDU-Landtagsabgeordnete Hugo Dornhofer zum Vorsitzenden des Kreistags und Adolf Braedel (CDU) zum Landtag gewählt. Auch bei den Landtagswahlen am 20. Oktober erreichte die CDU mit 68 % im Landkreis das beste Ergebnis in Thüringen. Im Nachgang zur Wahl wurden als Strafaktion die Ablieferungsverpflichtungen der Bauern des Eichsfeldes heraufgesetzt. Im Rahmen der Gleichschaltung der Ost-CDU wurde Dornhofer am 19. Februar 1948 zum Rücktritt gezwungen. Braedel musste April 1950 in den Westen flüchten.
Am 25. Juli 1952 kam es in der DDR zu einer umfangreichen Verwaltungsreform, bei der unter anderem die Länder der DDR ihre Bedeutung verloren und neue Bezirke eingerichtet wurden. Der damalige Landkreis Worbis gab mehrere Gemeinden an den Kreis Heiligenstadt ab. Aus dem verbleibenden Kreisgebiet wurde zusammen mit Teilen der Landkreise Mühlhausen und Nordhausen der neue Kreis Worbis mit Sitz in Worbis gebildet. Der Kreis wurde dem neugebildeten Bezirk Erfurt zugeordnet.
Prägend für die Entwicklung des Kreises waren seine Lage nahe der innerdeutschen Grenze und der Eichsfeldplan der SED. Überregional bekannt wurde die Massenflucht von Böseckendorf. Trotz der unterschiedlichen Entwicklungen im Kreis Worbis und dem benachbarten niedersächsischen Landkreis Duderstadt und der kompletten Schließung der Grenze 1952 kam es zwischen 1953 und 1960 zu Kontakten und gegenseitigen Besuchen der jeweiligen Kreisverwaltungen. Sie sollten einerseits den Zusammenhalt zwischen dem Ober- und dem Untereichsfeld stärken, andererseits auch Lösungen von Problemen im Zusammenhang mit der Innerdeutschen Grenze ermöglichen.
Nach der Friedlichen Revolution wurde der Kreis am 17. Mai 1990 in Landkreis Worbis umbenannt. Anlässlich der Wiedervereinigung der beiden deutschen Staaten wurde der Kreis im Oktober 1990 dem wiedergegründeten Land Thüringen zugesprochen. Bei der Kreisreform in Thüringen ging er am 1. Juli 1994 zusammen mit dem Nachbarkreis Heiligenstadt im heutigen Landkreis Eichsfeld auf.

## Einwohnerentwicklung
| Jahr      | 1960   | 1971   | 1981   | 1989   |
| Einwohner | 67.719 | 69.934 | 73.810 | 75.521 |

## Städte und Gemeinden

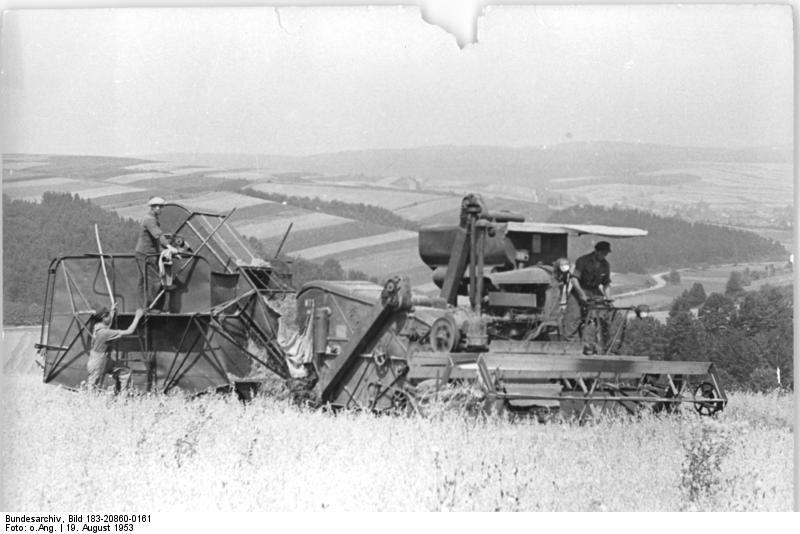
Getreideernte bei Zwinge im Jahr 1953

Nach der Verwaltungsreform von 1952 gehörten dem Kreis Worbis die folgenden Städte und Gemeinden an:
| - Berlingerode - Bernterode - Beuren - Birkungen - Bischofferode - Bockelnhagen - Böseckendorf - Brehme - Breitenbach - Breitenholz - Breitenworbis - Buhla - Büttstedt - Deuna - Dingelstädt, Stadt | - Ecklingerode - Effelder - Ferna - Gernrode - Gerterode - Großbartloff - Großbodungen - Hauröden 1 - Hausen - Haynrode - Helmsdorf - Holungen - Hundeshagen - Jützenbach - Kallmerode | - Kaltohmfeld 2 - Kefferhausen - Kirchohmfeld - Kirchworbis - Kleinbartloff - Kreuzebra - Küllstedt - Leinefelde, Stadt - Neuendorf - Neustadt - Niederorschel - Rüdigershagen - Silberhausen - Silkerode - Steinrode | - Stöckey - Tastungen - Teistungen - Vollenborn - Wachstedt - Wallrode 3 - Wehnde - Weißenborn-Lüderode - Wingerode - Wintzingerode - Worbis, Stadt - Zwinge |

## Landräte und Vorsitzende des Rates Kreises
- Landräte Kreis Eichsfeld bzw. Kreis Worbis:
  - 1945–1946 Aloys Schaefer
  - 1946–1950 Adolf Braedel (* 4. Mai 1898 in Beuthen): Landrat vom 25. November 1946 bis zu seiner Flucht am 30. April 1950
- Vorsitzende des Rates des Kreises Worbis:
  - 1954 Werner Flächsig
  - 1966–1975 Wolfgang Hammer
  - 1975–1988 Gerhard Vogt
  - 1988–31.01.1990 Franz Jaworski
  - ab Februar 1990 Peter Flechs
- Landräte Landkreises Worbis:
  - 1990–1991 Peter Flechs
  - 1991–1994 Heinrich Große
- 1. Sekretäre der SED–Kreisleitung:
  - 1952–1955 Gerhard Schinkel
  - 1961 Rudi Gräf
  - 1970?–1975 Werner Rottke
  - 1976–1980 Arthur Swatek
  - 1980–1985 Werner Menger
  - 1985–1988 Dieter Krautmacher

## Wirtschaft

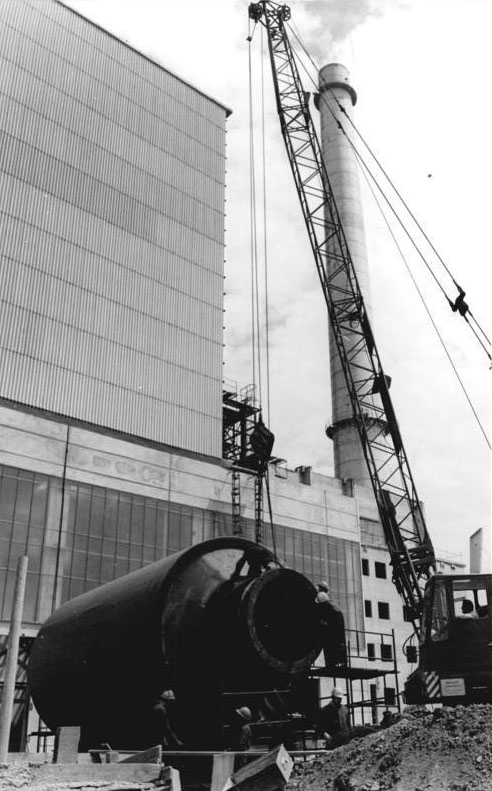
Aufbau des Zementwerkes in Deuna

Wichtige Betriebe waren unter anderen:
- VEB Kaliwerk „Thomas Müntzer“ Bischofferode; (zuletzt Teil des Kombinats Kali)
- VEB Brauerei Neunspringe Worbis; (zuletzt Teil des Getränkekombinats Erfurt)
- VEB Eichsfelder Obertrikotagenwerk Dingelstädt
- VEB Eichsfelder Sperrholzwerk Gernrode/Eichsfeld; (zuletzt Teil des Kombinats Holzwerkstoffe, Beschläge und Maschinen)
- VEB Möbelwerk Worbis
- VEB Baumwollspinnerei und Zwirnerei Leinefelde; (zuletzt Teil des Kombinats Baumwolle)
- VEB Robotron Büromaschinenwerk Zweigwerk Worbis
- VEB Eichsfelder Zementwerke Deuna; (zuletzt Teil des Zementkombinats)
- VEB Bau- und Montagekombinat Erfurt, Betriebsteil Leinefelde
- VEB Zigarrenfabrik Dingelstädt; (zuletzt Teil des Kombinats Tabak)
- VEB Kreisbaubetrieb Worbis

## Verkehr
Für den überregionalen Straßenverkehr wurde das Kreisgebiet durch die F 80 Richtung Nordhausen und Halle (Saale) sowie durch die F 247 Richtung Mühlhausen und Gotha erschlossen.
Dem Eisenbahnverkehr dienten die Strecken Heiligenstadt–Leinefelde–Halle, Leinefelde–Gotha, Leinefelde–Worbis–Teistungen und Leinefelde–Geismar.
1973 bis 1990 bestand nahe der Ortschaft Teistungen eine Grenzübergangsstelle für den Grenznahen Verkehr mit der Bundesrepublik Deutschland.

## Kfz-Kennzeichen
Den Kraftfahrzeugen (mit Ausnahme der Motorräder) und Anhängern wurden von etwa 1974 bis Ende 1990 dreibuchstabige Unterscheidungszeichen, die mit dem Buchstabenpaar LZ begannen, zugewiesen. Die letzte für Motorräder genutzte Kennzeichenserie war FB 00-01 bis FB 09-50.
Anfang 1991 erhielt der Landkreis das Unterscheidungszeichen WBS. Es wurde bis zum 31. Januar 1995 ausgegeben. Seit dem 29. November 2012 ist es in Zusammenhang mit der Kennzeichenliberalisierung im Landkreis Eichsfeld erhältlich.